# Тирики
Ти́рики (рос. Тырыки) — присілок у складі Котельницького району Кіровської області, Росія. Входить до складу Александровського сільського поселення.
Населення становить 5 осіб (2010, 10 у 2002).
Національний склад станом на 2002 рік — росіяни 100 %.